# Eccellenza Umbria 1995-1996
Il campionato italiano di calcio di Eccellenza regionale 1995-1996 è il quinto organizzato in Italia. Rappresenta il sesto livello del calcio italiano ed il maggiore in ambito regionale.
Questo è il girone unico organizzato dal Comitato Regionale dell'Umbria.

## Squadre partecipanti
| Squadra       | Città (provincia)                     | Stagione 1994-95                                      |
| ------------- | ------------------------------------- | ----------------------------------------------------- |
| Bastia        | Bastia Umbra (PG)                     | 18º nel Campionato Nazionale Dilettanti/E, retrocesso |
| Campitello    | Terni                                 | 12° in Eccellenza Umbria                              |
| Cannara       | Cannara (PG)                          | 5° in Eccellenza Umbria                               |
| Cesi          | Cesi di Terni                         | 1° in Promozione Umbria, promosso                     |
| Deruta        | Deruta (PG)                           | 9° in Eccellenza Umbria                               |
| Ellera        | Ellera di Corciano (PG)               | 3° in Eccellenza Umbria                               |
| Ficullese     | Ficulle (TR)                          | 11° in Eccellenza Umbria                              |
| Foligno       | Foligno (PG)                          | 8° in Eccellenza Umbria                               |
| La Castellana | Bruna di Castel Ritaldi (PG)          | 10° in Eccellenza Umbria                              |
| Orvietana     | Orvieto (TR)                          | 16º nel Campionato Nazionale Dilettanti/E, retrocessa |
| Pievese       | Città della Pieve (PG)                | 7° in Promozione Umbria, ripescata                    |
| San Secondo   | San Secondo di Città di Castello (PG) | 13° in Eccellenza Umbria                              |
| San Sisto     | San Sisto di Perugia                  | 4° in Eccellenza Umbria                               |
| Spoleto       | Spoleto (PG)                          | 6° in Eccellenza Umbria                               |
| Tiberis       | Umbertide (PG)                        | 7° in Eccellenza Umbria                               |
| Torgiano      | Torgiano (PG)                         | 2° in Eccellenza Umbria                               |

## Classifica finale
|  | Pos. | Squadra       | Pt | G  | V  | N  | P  | GF | GS | DR  |
|  | ---- | ------------- | -- | -- | -- | -- | -- | -- | -- | --- |
|  | 1.   | Ellera        | 67 | 30 | 19 | 10 | 1  | 57 | 21 | +36 |
|  | 2.   | Foligno       | 61 | 30 | 17 | 10 | 3  | 53 | 18 | +35 |
|  | 3.   | Torgiano      | 50 | 30 | 13 | 11 | 6  | 41 | 27 | +14 |
|  | 4.   | San Sisto     | 49 | 30 | 13 | 10 | 7  | 33 | 24 | +9  |
|  | 5.   | Orvietana     | 42 | 30 | 12 | 10 | 8  | 46 | 33 | +13 |
|  | 6.   | Cannara       | 41 | 30 | 10 | 11 | 9  | 30 | 30 | 0   |
|  | 7.   | Bastia        | 41 | 30 | 11 | 8  | 11 | 32 | 42 | -10 |
|  | 8.   | Campitello    | 39 | 30 | 9  | 12 | 9  | 32 | 32 | 0   |
|  | 9.   | Deruta        | 38 | 30 | 9  | 11 | 10 | 30 | 30 | 0   |
|  | 10.  | Tiberis       | 35 | 30 | 9  | 8  | 13 | 24 | 31 | -7  |
|  | 11.  | Spoleto       | 34 | 30 | 8  | 10 | 12 | 35 | 39 | -4  |
|  | 12.  | Cesi          | 34 | 30 | 7  | 13 | 10 | 34 | 38 | -4  |
|  | 13.  | San Secondo   | 31 | 30 | 6  | 13 | 11 | 33 | 46 | -13 |
|  | 14.  | La Castellana | 31 | 30 | 7  | 10 | 13 | 22 | 38 | -16 |
|  | 15.  | Ficullese     | 23 | 30 | 4  | 11 | 15 | 26 | 56 | -30 |
|  | 16.  | Pievese       | 19 | 30 | 3  | 10 | 17 | 26 | 49 | -23 |

Legenda:

      Promossa nel Campionato Nazionale Dilettanti 1996-1997.
      Ammessa ai play-off nazionali.
      Retrocessa in Promozione Umbria 1996-1997.
Regolamento:

Tre punti a vittoria, uno a pareggio, zero a sconfitta.
A parità di punteggio valevano gli scontri diretti. In caso di pari merito in zona promozione e/o retrocessione si doveva giocare una gara di spareggio.
Note:

Il Foligno è stato poi ripescato nel Campionato Nazionale Dilettanti.
La Castellana retrocessa dopo aver perso lo spareggio salvezza in campo neutro contro l'ex aequo San Secondo.

## Spareggi

### Spareggio retrocessione
|             | Risultati |               | Luogo                              |
| ----------- | --------- | ------------- | ---------------------------------- |
| San Secondo | 2-1 (dts) | La Castellana | Santa Maria degli Angeli di Assisi |
|             |           |               |                                    |